# Château d'Ablois
Le château d'Ablois est un château français du XVIIIe siècle situé dans la commune de Saint-Martin-d'Ablois dans le département de la Marne et la région Grand Est.

## Histoire
La première mention d'un château à Saint-Martin-d'Ablois remonte à 1607.
Le château actuel a été construit pour Charles Jacques Louis de Meulan d'Ablois, receveur général des finances de la généralité de Paris, sans doute à l'occasion de son mariage avec Marguerite Jeanne de Saint-Chamans en 1762.
Charles de Meulan mourut en 1790 en laissant des dettes considérables. Le château fut vendu au comte de Vauvineux. Le 25 novembre 1825, il fut acquis par le comte Antoine Roy (1764-1847), plusieurs fois ministre des Finances sous la Restauration et l'un des plus riches propriétaires fonciers de l'époque. Le parc était alors agrémenté de cascades et de plans d’eau, de belles avenues et de larges allées. Le comte Roy y fit faire d'importantes transformations pour insérer le plus parfaitement possible le corps d’habitation dans le vaste parc paysager qui a subsisté jusqu'aujourd'hui.
Après sa mort, le château passa à ses deux filles, la marquise de Talhouët et la comtesse de Lariboisière. Cette dernière mourut sans descendance et l'ensemble de l'héritage fut recueilli par le petit-fils du comte Roy, Auguste de Talhouët-Roy (1819-1884), marquis de Talhouët.
Le château appartint ensuite à Lucien Durand-Mercier. En 1950, la Compagnie de Jésus y installa son séminaire des missions et, à cette occasion, effectua des transformations (surélévation du corps de logis et des galeries courbes reliant les ailes) qui ont passablement dénaturé l'édifice. 
En 2009, la famille Breul viticulteurs de plusieurs générations, a acquis le château pour en faire la maison principale des champagnes Patrick Breul, qui accueille les visiteurs pour des dégustations et des visites.

## Description

### Parc
Le château se situe dans un parc paysager de 36 hectares avec orangerie, glacière, dépendances, cascades et deux étangs alimentés par un ruisseau. Les esplanades gazonnées sont prolongées par des perspectives tracées à travers les vallonnements boisés. La cour d’honneur a gardé quelques vestiges de son tracé et est aménagée en contrebas pour n’être pas visible du parc. Devant la grille coule le ruisseau du Sourdon, canalisé le long de la route en biefs successifs, qui tient lieu de fossé.

Lors d'une expertise menée par Nicolas Normand, architecte expert bourgeois des bâtiments à Paris, en 1786, le parc est décrit comme ceci : 
"Un jardin et parc entouré de murs, et dans l'étendue duquel sont plusieurs pièces d'eau, des petits ponts en charpente, un pavillon chinois, et une maison rustique, et à droitte et à gauche dud[it] château et jardin sont différents potagers enclos de murs, et dans lesquels sont des bassins circulaires en maçonnerie."

## Source
- Jean-Marie Pérouse de Montclos (dir.), Le Guide du patrimoine. Champagne-Ardenne, Paris, Hachette, 1995, p. 324  (ISBN 2-01-0209877)